# Psalmus Hungaricus
Il Psalmus Hungaricus op. 13 è una composizione per tenore, coro e orchestra di Zoltán Kodály del 1923.

## Storia della composizione
Dopo la caduta dell’impero austro-ungarico nel 1918 e la conquista dell’indipendenza da parte dell’Ungheria, il 21 marzo 1919 si verificò la caduta del governo presieduto da Mihály Károly e l’ascesa al potere di Béla Kun, leader del Partito comunista ungherese, che mise in atto una serie di riforme pubbliche, tra cui la nazionalizzazione di proprietà fondiarie, miniere, industrie, banche e linee di comunicazione .
La Repubblica Sovietica Ungherese non sarebbe durata che 133 giorni, ma in questo breve lasso di tempo attirò l’attenzione di Béla Bartók e Zoltán Kodály che decisero di offrire il loro contributo al governo che si opponeva alle forze reazionarie dell’ammiraglio Miklós Horthy di Nagybánya, appoggiato dalla Francia e dalla Romania. Dopo la sconfitta dell’esercito comunista ungherese, Horthy instaurò un regime autoritario ed estremista ; coloro che avevano sostenuto il governo Kun subirono la repressione del nuovo sistema di potere, e anche a Bartók e Kodály toccò di subire l’ostracismo del regime insediatosi a Budapest. 
Nel 1923, in occasione delle celebrazioni per il cinquantesimo anniversario delle unioni tra le città di Buda e Pest, il governo ungherese chiese ai tre maggiori musicisti del momento, Bartók, Kodály ed Ernő Dohnányi di comporre una pagina celebrativa. Da parte del governo vi era la volontà non solo di conferire il maggior prestigio culturale all’avvenimento, ma altresì di cancellare l’ostruzionismo, decretato in particolar modo contro Kodály, per aver collaborato con il governo comunista di Béla Kun. 
Per l’avvenimento, Bartók compose la Suite di danze, Dohnányi l’Ouverture Solenne, mentre Kodály preferì orientarsi verso una composizione con una importante parte vocale. Durante l’estate 1923, egli profuse grande impegno nel comporre il Psalmus Hungaricus per tenore, coro e orchestra, eseguito per la prima volta nella capitale ungherese il 19 novembre 1923 sotto la direzione di Dohnányi, con grande successo presso il pubblico in virtù della sua accorata veemenza e della monumentale costruzione musicale .  

## Struttura della composizione
Per il testo della cantata, Kodály utilizzò una traduzione ungherese del Cinquecento del Salmo 55 ad opera del predicatore Mihály Vég, traduzione invero molto libera che si allontana notevolmente dal testo originale ecclesiastico. Essa descrive con tinte decisamente forti lo stato d’animo del re di un popolo oppresso (il riferimento sottinteso è ovviamente al popolo ungherese), che si rivolge a Dio da un lato invocando il sollievo dalle pene patite, e da un altro per richiedere la giustizia divina. Non si sa con certezza il motivo preciso della scelta di un tale testo da parte del musicista, ma è indubbio che il Psalmus Hungaricus rappresenti un vivido affresco dell’antica civiltà ungherese, sopravvissuta con grande forza d’animo alle avverse vicende storiche succedutesi nei secoli .  
Il critico musicale Aladár Tóth osservò: «Nulla è più estraneo al vigoroso temperamento di Kodály di un’evocazione arcaica di pallidi spettri del passato. D’altra parte ci si ingannerebbe se si volesse far risalire il linguaggio di Kodály al folclore ungherese. Se Kodály è penetrato nel cuore delle epoche storiche della sua terra, è al contrario in virtù di questa legge generale, che in tutti i grandi poeti nazionali rivive - oltre al presente - anche il passato del proprio popolo, che egli si sente in stretta comunione con esso, e che insomma ogni aspetto della nazione, sia che appartenga al passato o al presente, contribuisce al formarsi della sua personalità» .  
Per Kodály, il folclore è essenzialmente uno spunto d’ispirazione, una voce fresca e incontaminata, da utilizzare come elemento espressivo di notevole capacità comunicativa. Il suo atteggiamento presenta diversi punti di contatto con il compositore ceco Bedřich Smetana tra cui anche la tendenza verso l’ottimistica esaltazione dei valori popolari . I canti e i cori che egli ha elaborato sui modelli del folclore ungherese fanno attualmente parte del patrimonio popolare, avendo Kodály perseguito con assiduità e metodicità l’obiettivo di introdurre tali suoi lavori nelle scuole e di portarli a conoscenza anche ai componenti delle associazioni contadine ed operaie .
Nella cantata, il coro ha la funzione di narrare i tormenti che affliggono l’animo di Re Davide, il quale cerca rifugio nella fede in Dio e nella preghiera.

Coro
Quando Davide nella sua grande tristezza,
afflitto per i suoi nemici,
si lamentava con grande dolore,
questa preghiera pronunciava fra sé:
Tenore
Mio Dio, mio Signore, ti prego:
volgi verso di me i tuoi occhi santi,
non abbandonarmi ora che ho bisogno di te,
mentre il dolore divora il mio cuore.
Solo lacrime e pianto nel mio grande dolore,
soltanto questo nei miei pensieri,
amarezza e tormento
e ira per i miei nemici.
Se avessi avuto ali,
come una colomba sarei volato.
Se Dio lo avesse permesso, sarei corso lontano da tempo.
Vorrei abitare nel deserto
e nel bosco selvaggio girovagare,
piuttosto che vivere qui,
dove la verità mi è vietata.
Coro
Quando Davide nella sua grande tristezza,
afflitto per i suoi nemici,
si lamentava con grande dolore,
questa preghiera pronunciava fra sé:
Tenore
Notte e giorno non fanno che pensare
in che modo imprigionarmi,
e accusarmi per le mie parole,
e poi gioire sulla mia schiavitù.
Tutta la città è piena di rabbia,
e ciascuno è carico di gelosia
per la propria ricchezza,
e tutti sono vilmente sleali.
Spesso si riuniscono
e le vedove e gli orfani giurano vendetta,
senza pensiero alle parole di Dio,
perché troppo superbi delle loro ricchezze.
Coro
Quando Davide nella sua grande tristezza,
afflitto per i suoi nemici,
si lamentava con grande dolore,
questa preghiera pronunciava fra sé:
Tenore
Non ci sarebbe in me tanta amarezza
se il male mi fosse venuto da un nemico,
e veramente avrei sofferto di meno
se questo mi fosse stato evitato.
Ma colui che ho creduto essere il mio amico,
l’uomo che aveva per me gentilezza,
e reciproca stima, e fede, e onore,
adesso vedo che è lui il più grande nemico.
Una morte amara voli sulla sua testa,
condanna verso il mio amico,
punizione della sua slealtà,
esempio della sua infedeltà.
Tenore e coro
Tuttavia, mio Signore, ti supplico,
mattina e mezzogiorno e sera ti supplico,
attendo da Te la mia liberazione
perché sempre il nemico mi spaventa.
Tenore
Ma tu anima mia, tu mio pensiero,
riponi fiducia in Dio,
che solleva la tua oppressione,
che ascolta benevolo la tua preghiera.
Coro
Tu, mio Signore, sei giusto nella sentenza,
e coloro che in vita bevono il sangue
non avranno la tua benedizione,
non avranno lunga vita sulla terra.
Accogli tutti i giusti,
proteggi coloro che sono degni,
innalza i bisognosi,
precipita i superbi.
Tu puoi dare l’amara punizione,
tu puoi spingere nel fuoco fiammante,
ma allo stesso modo tu puoi evitarlo,
e puoi innalzare in grande onore.
Così Davide, il santo, ha scritto nel Libro dei Salmi,
nel suo cinquantacinquesimo inno di lode:
e i credenti, nella loro amarezza,
hanno composto in tali versi, per consolarsi .

## Discografia parziale
- Lajos Kozma; London Symphony Orchestra, István Kertész (Decca)
- William McAlpine; London Philharmonic Orchestra, Sir Georg Solti (Chandos)
- Raymond Nilsson; London Philharmonic Orchestra, János Ferencsik (Everest Records)
- József Simándy, Hungarian State Orchestra, Antal Dorati (Hungaroton)